# Radio Retro
 Radio Retro – pierwszy album incarNations, zespołu Mai Kleszcz i Wojtka Krzaka nawiązujący estetyką do brzmienia lat 70. i 80. XX w. W podsumowaniu muzycznym roku tygodnika "Polityka" płyta została wybrana najlepszym polskim albumem anno domini 2010.

## Lista utworów
1. "Wielkie jest czekanie" (sł. Bogdan Loebl, muz. Wojciech Krzak) - 3:52
2. "Zabrakło łez" (sł. Bogdan Loebl, muz. Wojciech Krzak) - 4:12
3. "Wiarę przywróć mi" (sł. Bogdan Loebl, muz. Wojciech Krzak) - 4:10
4. "Śniłeś" (sł. Bogdan Loebl, muz. Wojciech Krzak) - 4:07
5. "Daj mi tę noc" (sł. Andrzej Sobczak, muz. Sławomir Sokołowski) - 5:07
6. "Mów do mnie jeszcze" (sł. Kazimierz Przerwa-Tetmajer, muz. Czesław Niemen) - 3:15
7. "Miłość Tobie dam" (sł. Bogdan Loebl, muz. Wojciech Krzak) - 4:31
8. "Miłość Tobie dam dub" (sł. Bogdan Loebl, muz. Wojciech Krzak) - 2:07
9. "Liczenie gwiazd" (sł. Bogdan Loebl, muz. Wojciech Krzak) - 4:35
10. "Nie wierz tym" (sł. Wojciech Krzak, muz. Wojciech Krzak) - 2:36
11. "Uśnij mi uśnij" (sł. Bogdan Loebl, muz. Wojciech Krzak) - 7:06

## Twórcy
- Maja Kleszcz - śpiew
- Wojciech Krzak - gitara, skrzypce
- Paweł Mazurczak - kontrabas
- Jan Smoczyński - fortepian, organy Hammonda
- Hubert Zemler - perkusja
- Wojciech Hurkacz - saksofon, klarnet